# Lucas Mäurer
Lucas Mäurer (* 17. Oktober 1994 in Gera) ist ein deutscher Volleyball- und Beachvolleyballspieler.

## Karriere Halle
Mäurer begann mit dem Volleyball in seiner thüringischen Heimat am Dörffelgymnasium in Weida und am Sportgymnasium in Erfurt. Als 15-Jähriger spielte er in der Regionalliga beim VC Gotha. Später spielte er beim VC Olympia Berlin und bei der TSGL Schöneiche in der 2. Bundesliga Nord. Über die SG Rotation Prenzlauer Berg und den TSV Spandau Berlin kam der Außenangreifer 2017 zum Drittligisten TKC Wriezen, wechselte 2020 zum SV Preußen Berlin und zur Saison 2023/2024 zur zweiten Mannschaft des Kieler TVs.

## Karriere Beach
2010 begann Mäurer mit dem Beachvolleyball. Neben einigen thüringischen Jugendmeister-Titeln gelang ihm 2012 an der Seite von Brar Ketelsen ein dritter Platz bei der deutschen U19-Meisterschaft in Kiel. 2014 spielte Mäurer mit Chris Warsawski, 2015 und 2016 mit Felix Göbert sowie 2017 mit Toni Hellmuth auf nationalen Turnieren. Seit 2018 ist der ehemalige Hallen-Nationalspieler Dirk Westphal Mäurers Partner. Bei der Techniker Beach Tour erreichten Mäurer/Westphal in Sankt Peter-Ording und in Zinnowitz jeweils Platz drei. Bei der deutschen Meisterschaft in Timmendorfer Strand landeten sie auf dem fünften Platz.